# Mastacembelus catchpolei
Mastacembelus catchpolei és una espècie de peix pertanyent a la família dels mastacembèlids.

## Descripció
- Fa 29,5 cm de llargària màxima.[5][6]

## Hàbitat
És un peix d'aigua dolça, demersal i de clima tropical.

## Distribució geogràfica
Es troba a Àfrica: la República Democràtica del Congo.

## Observacions
És inofensiu per als humans.